# Vena azygos
Vena azygos je nepárová žíla, která běží zprava podél hrudní páteře. Vzniká soutokem venae lumbales ascendens a vena subcostalis dx. Odvádí odkysličenou krev ze zadní strany hrudní stěny a břicha do horní duté žíly. Anatomie této žíly je poměrně variabilní.